# Jacobswoude
Jacobswoude  è un ex-comune olandese abitanti situato nella provincia dell'Olanda Meridionale. Comprendeva i centri abitati di Bilderdam, Hoogmade, Leimuiden, Rijnsaterwoude e Woubrugge. Il suo territorio dal 2009 è parte del comune di Kaag en Braassem.